# Липа серцелиста (пам'ятка природи)
Ли́па серцели́ста — ботанічна пам'ятка природи місцевого значення в Україні. Розташована в центрі міста Березне Рівненської області, в невеликому сквері між будинками Березнівської райдержадміністрації та Березнівським краєзнавчим музеєм. 
Площа 0,1 га. Статус надано згідно з рішенням Рівненської облради № 584 від 27.05.2005 року. Перебуває у віданні: Березнівська міська рада. 
Статус надано для збереження декоративної липи серцелистої. Дерево з високою життєвістю, віком бл. 180-200 років. На висоті 1,3 м має обхват 3,25 м.